# Rullo compattatore

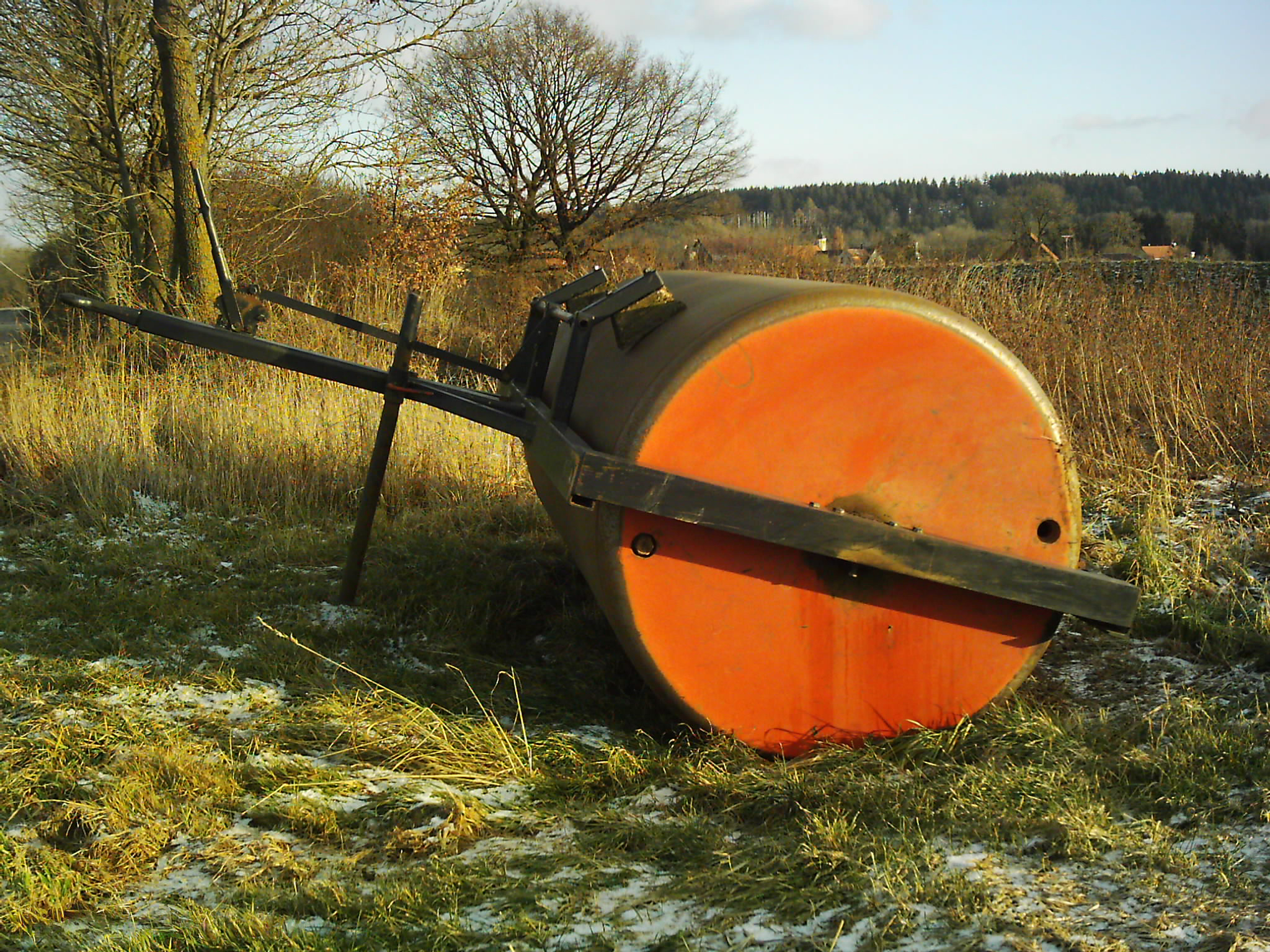
Un rullo compattatore

Il rullo compattatore o rullo costipatore è una macchina agricola utilizzata per compattare la terra attorno al seme nelle operazioni di semina.
Si tratta di una macchina estremamente semplice che non richiede di essere azionata dalla presa di potenza del trattore in quanto il suo unico scopo è quello di compattare il terreno grazie al suo peso precedentemente, o subito dopo, la semina di cereali vernini, leguminose, erbai o quant'altro. La superficie del rullo è liscia e talvolta la struttura è munita di raschiatori per staccare la terra che vi rimanesse attaccata.
Tipi di rulli:
- rullo a superficie liscia: costruito in lamiera, dotato di fori chiusi, nei quali si introducono sassi e altri materiali di disturbo;
- rullo a superficie dentata: dotato di anelli metallici di 10-11 cm con attaccate alla periferia punte laterali, più grandi degli anelli. In questo modo il rullo quando passa automaticamente si pulisce.

Generalmente i rulli compattatori usati in agricoltura sono di tipo trainato. Esistono rulli che in campo aperto riescono a coprire fasce di dieci e più metri ad ogni passata, essi sono costituiti da diverse sezioni per rispondere alle normative in ambito di ingombro stradale. Alcuni modelli sono muniti di ruote gommate per facilitarne il trasporto su strada.
Rulli compattatori di piccole dimensioni azionati a mano sono utilizzati nella manutenzione dei giardini. Si tratta di cilindri cavi in metallo o plastica muniti di manico e possono essere riempiti d'acqua per aumentarne il peso. Il loro principale uso è nella semina del tappeto erboso.